# Jorge Valero
Jorge Valero Briceño (Valera, Trujillo, Venezuela, 8 de noviembre de 1946) es un político y diplomático venezolano. Desde 2013 es embajador de Venezuela ante la Oficina de las Naciones Unidas y demás Organismos Internacionales en Ginebra. Fue es representante Permanante de Venezuela ante la Organización Mundial del Comercio y  representante de Venezuela ante el Consejo de Derechos Humanos de las Naciones Unidas. En 2020 fue designado como Representante Permanente de Venezuela ante la UNESCO; y desde 2022 es el representante de Venezuela ante la Unión Europea.

## Carrera
Se graduó como licenciado en historia en la Universidad de Los Andes (ULA), donde ha sido profesor de pregrado, y obtuvo una maestría en estudios latinoamericanos de la Universidad de Londres. Además. ha sido profesor de postgrado en la Universidad Central de Venezuela y es experto en archivos diplomáticos (investigaciones en los archivos nacionales de Estados Unidos y del Foreign Office de Londres). Ha sido embajador de Venezuela ante la Organización de las Naciones Unidas, presidente de la comisión de la deuda social del Parlamento Latinoamericano, gobernador ante el Fondo OPEP para el Desarrollo Internacional, presidente de la Comisión Presidencial Preparatoria de la II Cumbre OPEP,  viceministro de Relaciones Exteriores y viceministro para América del Norte y Asuntos Multilaterales.
También ha servido como embajador de Venezuela en Corea del Sur y ante la Organización de Estados Americanos.